# Jezioro Szymbarskie
Jezioro Szymbarskie – jezioro rynnowe w Polsce, położone województwie warmińsko-mazurskim, w powiecie iławskim, w gminie Iława, na terenie Pojezierza Łasińskiego i Obszarze Chronionego Krajobrazu Pojezierza Iławskiego.

## Ukształtowanie
Przez północną część jeziora przepływa Osa, doprowadzająca wody z jeziora Gardzień i wypływająca do jeziora Ząbrowo. Ponadto w środkowo-wschodniej części jest połączone z jeziorem Stęgwica, a na południu z jeziorem Silm. Brzegi w większości wysokie i strome. W wodach jeziora występuje leszcz, okoń, sandacz. Nad jeziorem leży wieś Szymbark.
Zlewnia całkowita stanowi obszar rolniczo-leśny, z dużym udziałem lasów (50%) i podmokłych łąk. W zlewni bezpośredniej (200 ha), po 40% zajmują lasy i zadrzewienia oraz łąki, pastwiska i nieużytki. Grunty orne stanowią 20% jej obszaru. Jezioro nie jest zagospodarowane na cele rekreacyjne. Do północnej zatoki jeziora są odprowadzane oczyszczone ścieki z Szymbarku.

## Dane morfometryczne
Powierzchnia zwierciadła wody według różnych źródeł wynosi od 146,5 ha do 165,2 ha. Zwierciadło wody położone jest na wysokości 96,9 m n.p.m. lub 97,0 m n.p.m. Średnia głębokość jeziora wynosi 6,1 m, natomiast głębokość maksymalna 25,1 m.
W oparciu o badania przeprowadzone w 2003 roku, wody jeziora zaliczono do III klasy czystości.